# Murisengo
Murisengo là một đô thị ở tỉnh Alessandria trong vùng Piedmont của Italia, có vị trí cách khoảng 35 km về phía đông của Torino và khoảng 40 km về phía tây bắc của Alessandria. Tại thời điểm ngày 31 tháng 12 năm 2004, đô thị này có dân số 1.525 người và diện tích là 15,2 km².
Murisengo giáp các đô thị: Montiglio Monferrato, Odalengo Grande, Robella, và Villadeati.